# The Final Level : Escaping Rancala
Pour plus de détails, voir Fiche technique et Distribution.
The Final Level: Escaping Rancala est un film d'aventures américain réalisé par Canyon Prince, qui a également écrit des parties du scénario. Le film a été produit par The Asylum. Il est sorti en 2019. Il met en vedettes dans les rôles principaux Bai Ling, Emily Sweet et Tiana Tuttle.

## Synopsis
En 2012, Jake et Sarah, un frère et une sœur, vont ensemble dans une salle d'arcade. Jake est aspiré dans un autre monde par le jeu vidéo « Rancala ». Des années plus tard, la salle d’arcade a fait faillite, et Sarah la rachète avec ses amies Chrissy et Rae. Elle est toujours équipée des anciens jeux vidéo. Les trois femmes célèbrent leur acquisition en consommant de l'alcool, et elles appuient sur le bouton « marche » du jeu « Rancala », qui les aspire à leur tour dans son monde.
Une fois sur place, les trois femmes découvrent que leur tenue précédente a été changée automatiquement en une tenue très révélatrice. Un homme anxieux informe les femmes sur les règles du jeu. Elles n’ont que trois vies chacune. Si toutes les vies sont épuisées, cela signifiera la mort. Elles commencent au niveau 1. En battant le boss du niveau, elles pourront passer au niveau suivant. Elles rencontrent bientôt le premier boss, un requin. Peu à peu, leurs adversaires successifs sont vaincus, et elles rencontrent le roi de Rancala.

## Distribution
- Bai Ling : Challenger
- Emily Sweet : Chrissy
- Tiana Tuttle : Rae[1]
- Jessica Chancellor : Sarah
- Brandon Root : Jake
- Taylor Behrens : le roi
- Cooper Hagen : Jake jeune
- Austin Skaggs : le roi jeune
- Emily Gateley : Sarah jeune
- Philip Nathanael : villageois Treadwell
- Dylan Holland : livreur
- Narayana Cabral : soldat de la guérilla
- Allen Quindiagan : soldat de la guérilla
- Billy Smith : soldat de la guérilla
- Robert Steven Brown : super soldat bionique
- Darren Holmquist : chasseur de dinosaures
- Graham Hooper : combattant
- Lexter Santana : combattant[2]

## Production
Il s’agit d’un mockbuster de Jumanji: Next Level. En outre, il s’inspire de la série de jeux Dead or Alive
Le film est sorti en vidéo à la demande le 10 septembre 2019 aux États-Unis, environ trois mois avant la sortie de Jumanji. En Allemagne, il est sorti le 22 mai 2020 en location vidéo.

### Tournage
La majeure partie du film a été tournée à Santa Barbara, en Californie.

## Accueil

### Réception critique
Filmchecker critique les effets spéciaux numériques ainsi que la performance des trois actrices principales Sweet, Chancellor et Tuttle, qui convainquent plus grâce à leur physique, moins par leur jeu professionnel. Le dernier tiers du film est également critiqué, car il consiste principalement en des dialogues pour clarifier les aspects de fond. Finalement, le film reçoit 4 points possibles sur 10 et il est jugé comme « une imitation à petit budget de Jumanji, sans imagination, avec quelques cadeaux pour les yeux et quelques idées amusantes et folles. En dessous de la moyenne, mais pas plus énergisant
Jim McLennan dans Girls With Guns fait l’éloge de l’intrigue rapide, il trouve des mots positifs pour les trois actrices principales Sweet, Chancellor et Tuttle, et il loue le travail du monteur Mark Atkins. Cependant, McLennan critique également le fait que l’intrigue perd considérablement en vitesse à la fin du film avec l’apparition du rôle joué par Bai Ling. Néanmoins, le film reçoit trois étoiles
Dans le score du public, le classement du public sur Rotten Tomatoes, le film n’a pas reçu de classification du film en raison du manque de critiques.
Dans l’Internet Movie Database, le film a une note de 3,4 étoiles sur 10,0 possibles (au 12 décembre 2022) avec plus de 555 votes